# János Csák
János Csák (* 15. říjen 1962 Budapešť) je maďarský bankéř, diplomat, ekonom a politik, mezi lety 2011 a 2014 maďarský velvyslanec v Londýně, od května 2022 do června 2024 ministr pro kulturu a inovace v páté vládě Viktora Orbána.

## Biografie
Vystudoval na Marx Károly Közgazdaságtudományi Egyetem (dnes Budapesti Corvinus Egyetem), kde získal roku 1987 diplom z ekonomie. Dále absolvoval roku 2000 program Challenge of Leadership na francouzské obchodní škole INSEAD, roku 1996 program Business School Executive Program na University of Michigan a Making Corporate Boards More Effective na Harvard Business School v USA.
Během své kariéry byl generálním ředitelem a členem představenstva několika společností v Evropě, Spojených státech a Austrálii: Matáv (finanční ředitel, 1993–2000); MOL-csoport (ředitel, 1999–2000); T-Mobile Magyarország (ředitel, 1997–2001); Creditanstalt Investment Bank (CA-IB); Budapest Bank (GE Money Bank); Richter Gedeon Nyrt. (člen nezávislého ředitelství, 2014–2019); Falcon Oil and Gas Ltd. a Wildhorse Energy Ltd.
V letech 2011 až 2014 působil jako maďarský velvyslanec ve Spojeném království Velké Británie a Severního Irska.
Na jaře 2022 se stal jedním ze čtyř uvažovaných kandidátů pravicové vládní koalice Fidesz–KDNP na post prezidenta Maďarska, kterým byla nakonec zvolena Katalin Nováková (Fidesz).
Od 24. května 2022 zastává jako nestraník post ministra kultury a inovací v páté vládě Viktora Orbána. Dne 1. července 2024 jej v této funkci nahradí Balázs Hankó.

## Soukromý život
Je ženatý, jeho manželkou je Júlia Márton. Je otcem čtyř dětí a dědečkem sedmi vnoučat.
Je rovněž autorem a překladatelem řady odborných článků, esejí a knih.

## Ocenění
- Maďarsko: Maďarský záslužný kříž (2010)
- Maďarsko: Čestné občanství XX. obvodu hlavního města Budapešti (2013)
- Spojené království: Konstantinův řád sv. Jiří (2013)[20]
- Maďarsko: Rákóczi-díj (2023)
- Maďarsko: Wekerle Sándor Kárpát-medencei Gazdasági Nagydíj (2023)